# Palóc
 (signalé en août 2025).
Si vous disposez d'ouvrages ou d'articles de référence ou si vous connaissez des sites web de qualité traitant du thème abordé ici, merci de compléter l'article en donnant les références utiles à sa vérifiabilité et en les liant à la section « Notes et références ».
- Archive Wikiwix
- Bing
- Cairn
- DuckDuckGo
- E. Universalis
- Gallica
- Google
- G. Books
- G. News
- G. Scholar
- Persée
- Qwant
- (zh) Baidu
- (ru) Yandex
- (wd) trouver des œuvres sur Wikidata

Cet article concerne le parler palóc. Pour le groupe ethnique palóc, voir Palócs.
Le palóc est une variante régionale du hongrois, parlée essentiellement dans le nord de la Hongrie et la région magyarophone de la Slovaquie, à l’est de la rivière Váh, au nord du Danube et de la ligne Budapest-Cegléd-Szolnok, jusqu’à la Tisza et au bassin Sajó-Hernád. Il s'agit d'un parler très caractéristique lié au groupe ethnique des Palócs et dont le lexique est influencé par le slovaque. Il existe trois sous-groupes de ces parlers : de l’Ouest, de l’Est et du Sud.
Spécificités phonétiques :
| Phénomène                                                               | Parlers du Nord-Ouest | Hongrois standard | Traduction                    |
| ----------------------------------------------------------------------- | --------------------- | ----------------- | ----------------------------- |
| [a] (bref) à la place de [ɒ]                                            | [alma]                | alma [ɒlmɒ]       | « pomme »                     |
| [ɒː] (long) à la place de [aː] (long)                                   | [samɒːr]              | szamár            | « âne »                       |
| [ɛː] (ouvert long) à la place de [eː] (fermé long), dans certains cas   | [tɛhɛ:n]              | tehén             | « vache »                     |
| i à la place de ü                                                       | kilső                 | külső             | « externe »                   |
| i à la place de ü                                                       | pispek                | püspök            | « évêque »                    |
| [e] à la place de ö                                                     | ser                   | sör               | « bière »                     |
| introduction d’une voyelle devant á, é, ó et ő                          | [vu'aːroʃ]            | város             | « ville »                     |
| introduction d’une voyelle devant á, é, ó et ő                          | [i'eːdɛʃ]             | édes              | « doux, -ce » (sucré, -e)     |
| introduction d’une voyelle devant á, é, ó et ő                          | [lɒ'oː]               | ló                | « cheval »                    |
| introduction d’une voyelle devant á, é, ó et ő                          | [y'øːrzøm]            | őrzöm             | « je le/la/les garde »        |
| prononciation originelle du digramme ly [ʎ]                             | [foʎoː]               | folyó [fojoː]     | « rivière »                   |
| prononciation originelle du digramme ly [ʎ]                             | [goʎoː]               | golyó [gojoː]     | « bille, balle » (de fusil)   |
| prononciation originelle du digramme ly [ʎ]                             | [ʎuk]                 | lyuk [juk]        | « trou » (percé)              |
| en général, palatalisation des consonnes devant i et ü                  | gyinnye               | dinnye            | « pastèque, melon »           |
| en général, palatalisation des consonnes devant i et ü                  | szeretyi              | szereti           | « il/elle l’/les aime »       |
| forme brève au passé des verbes au radical terminé en t                 | süttem                | sütöttem          | « j’ai fait cuire » (au four) |
| non-assimilation du v du suffixe -val/-vel à la consonne qui le précède | szekérvel             | szekérrel         | « en charrette »              |